# 8. Berlini Nemzetközi Filmfesztivál
Az 8. Berlini Nemzetközi Filmfesztivál 1958. június 27. és július 8. között került megrendezésre a Zoo Palastban. A fesztivált Nyugat-Berlin frissen megválasztott polgármestere, Willy Brandt nyitotta meg. Az Arany Medve díjat Ingmar Bergman filmje, A nap vége nyerte.

## Zsűri
Az alábbi emberek voltak a fesztivál zsűrijének tagjai:

### Filmek
- Frank Capra, amerikai filmkészítő és producer - Zsűrielnök
- Joaquim Novais Teixeira, portugál politikus, író és filmkritikus
- Jean Marais, francia színész
- Paul Rotha, brit filmkészítő
- L. B. Rao India
- Duilio Coletti, olasz filmkészítő
- Michiko Tanaka, japán színésznő
- Gerhard T. Buchholz, nyugat-német filmkészítő és producer
- Willy Haas, nyugat-német író
- Gerhard Lamprecht, nyugat-német filmkészítő és producer
- Leopold Reitemeister, nyugat-német művészettörténész

### Dokumentumfilmek és rövidfilmek
- Wali Eddine Sameh, egyiptomi filmkészítő - Zsűrielnök
- Günther Birkenfeld, nyugat-német producer
- Werner Eisbrenner, nyugat-német zeneszerző és karmester
- Adolf Forter, svájci producer
- Anton Koolhaas, holland író
- Jan-Olof Olsson, svéd író
- Edward Toner, az Ír Filmintézet társalapítója

## A fesztivál programja

### Versenyben lévő filmek
Az alábbi filmek voltak versenyben az Arany Medve- és az Ezüst Medve-díjakért:
| Magyar cím                        | Eredeti cím                      | Rendező                               | Ország                                        |
| --------------------------------- | -------------------------------- | ------------------------------------- | --------------------------------------------- |
| Anna di Brooklyn                  | Anna di Brooklyn                 | Vittorio De Sica, Carlo Lastricati    | Olaszország                                   |
| Shab-neshini dar jahannam         | شب‌ نشینی در جهنم                 | Samuel Khachikian, Mushegh Sarvarian  | Irán                                          |
| Miércoles de ceniza               | Miércoles de ceniza              | Roberto Gavaldón                      | Mexikó                                        |
| A Time to Love and a Time to Die  | A Time to Love and a Time to Die | Douglas Sirk                          | Amerikai Egyesült Államok, Nyugat-Németország |
| Bab el hadid                      | باب الحديد                       | Youssef Chahine                       | Egyiptom                                      |
| A megbilincseltek                 | The Defiant Ones                 | Stanley Kramer                        | Amerikai Egyesült Államok                     |
| La Passe du diable                | La Passe du diable               | Jacques Dupont, Pierre Schoendoerffer | Franciaország                                 |
| Djajaprana                        | Djajaprana                       | Kotot Soekardi                        | Indonézia                                     |
| Egy szempár, tizenkét kéz         | दो आँखें बारह हाथ                      | Rajaram Vankudre Shantaram            | India                                         |
| Lányok egyenruhában               | Mädchen in Uniform               | Radványi Géza                         | Nyugat-Németország, Franciaország             |
| Sivatagi támadás                  | Ice Cold in Alex                 | J. Lee Thompson                       | Egyesült Királyság                            |
| Az ígéret - Fényes nappal történt | Es geschah am hellichten Tag     | Vajda László                          | Svájc, Nyugat-Németország, Spanyolország      |
| Guld og grønne skove              | Guld og grønne skove             | Gabriel Axel                          | Dánia                                         |
| Egy tiszta szerelem története     | 純愛物語                         | Tadashi Imai                          | Japán                                         |
| A törvény az törvény              | La loi, c'est la loi             | Christian-Jaque                       | Franciaország, Olaszország                    |
| ¡Viva lo imposible!               | ¡Viva lo imposible!              | Rafael Gil                            | Spanyolország                                 |
| Miriam                            | Miriam                           | William Markus                        | Finnország                                    |
| Oi paranomoi                      | Οι παράνομοι                     | Nikos Koundouros                      | Görögország                                   |
| Los dioses ajenos                 | Los dioses ajenos                | Román Viñoly Barreto                  | Argentína                                     |
| Byakuya no yôjo                   | 白夜の妖女                       | Eisuke Takizawa                       | Japán                                         |
| Der 10. Mai                       | Der 10. Mai                      | Franz Schnyder                        | Svájc                                         |
| Una cita de amor                  | Una cita de amor                 | Emilio Fernández                      | Mexikó                                        |
| Ut av mørket                      | Ut av mørket                     | Arild Brinchmann                      | Norvégia                                      |
| Wild Is the Wind                  | Wild Is the Wind                 | George Cukor                          | Amerikai Egyesült Államok                     |
| A nap vége                        | Smultronstället                  | Ingmar Bergman                        | Svédország                                    |
| Tumulto de Paixões                | Tumulto de Paixões               | Zygmunt Sulistrowski                  | Brazília, Amerikai Egyesült Államok           |

### Dokumentumfilmek és rövidfilmek
| Magyar cím             | Eredeti cím            | Ország                          | Rendező                   |
| ---------------------- | ---------------------- | ------------------------------- | ------------------------- |
| Traumstraße der Welt   | Traumstraße der Welt   | Hans Domnick                    | Nyugat-Németország        |
| Glas                   | Glas                   | Bert Haanstra                   | Hollandia                 |
| Jaguar                 | Jaguar                 | Sean Graham                     | Ghána                     |
| Königin im Frauenreich | Königin im Frauenreich | Hans Zickendraht                | Svájc                     |
| La lunga raccolta      | La lunga raccolta      | Lionetto Fabbri                 | Olaszország               |
| Perri                  | Perri                  | N. Paul Kenworthy, Ralph Wright | Amerikai Egyesült Államok |
| Trans Canada Summer    | Trans Canada Summer    | Ronald Dick                     | Kanada                    |

## Győztesek
- Arany Medve: A nap vége (Ingmar Bergman)
- Ezüst Medve díj a legjobb rendezőnek: Tadashi Imai (Egy tiszta szerelem története)
- Ezüst Medve díj a legjobb színésznőnek: Anna Magnani (Wild Is the Wind)
- Ezüst Medve díj a legjobb színésznek: Sidney Poitier (A megbilincseltek)
- A zsűri különdíja: Egy szempár, tizenkét kéz (Rajaram Vankudre Shantaram)
- Arany Medve a legjobb dokumentumfilmnek: Perri (N. Paul Kenworthy, Ralph Wright)
- Ezüst Medve díj a legjobb dokumentumfilmnek: Traumstraße der Welt (Hans Domnick)
- Arany Medve a legjobb rövidfilmnek: La lunga raccolta (Lionetto Fabbri)
- Ezüst Medve díj a legjobb rövidfilmnek:
  - Glas (Bert Haanstra)
  - Königin im Frauenreich (Hans Zickendraht)
- FIPRESCI-díj
  - Sivatagi támadás (J. Lee Thompson)
  - A nap vége (Ingmar Bergman)
    - Tiszteletbeli említés: Jaguar (Sean Graham)
- OCIC-díj
  - Egy szempár, tizenkét kéz (Rajaram Vankudre Shantaram)
    - Tiszteletbeli említés (A berlini szenátus oktatási díja): La Passe du diable (Jacques Dupont, Pierre Schoendoerffer)

## Fordítás
- Ez a szócikk részben vagy egészben  a(z)   8th Berlin International Film Festival című angol Wikipédia-szócikk fordításán alapul.  Az eredeti cikk szerkesztőit annak laptörténete sorolja fel. Ez a jelzés csupán a megfogalmazás eredetét és a szerzői jogokat jelzi, nem szolgál a cikkben szereplő információk forrásmegjelöléseként.